# 멕시코인
멕시코인(스페인어: Mexicanos (개인), Pueblo mexicano (집단), 영어: Mexican people)은 멕시코 국적을 취득한 민족이다.

## 역사
아메리카 지역 원주민으로, 인디언과 달리 민족의 전통과 명맥을 이어가고 있다.
1521년부터 에스파냐의 식민 지배를 받다가 1810년 9월 16일 독립 기운이 조성되어 1821년 코르도바 협정에 의해 독립이 성립되었다.
1845년, 미국과 멕시코 사이의 전조가 보이더니 1846년 멕시코 전쟁이 발발했다. 이 전쟁으로 멕시코는 캘리포니아 지방을 잃게 됐다.

## 인종
멕시코인은 메스티소, 물라토, 유럽계 백인, 마야족의 원주민 등으로 구성되어있다.

## 언어
언어는 스페인어이다. 일부는 영어, 마야어를 쓰기도 한다.

## 문화
멕시코는 전통요리인 타코를 주식으로 먹는다.

## 종교
멕시코의 종교 (2010)
멕시코는 1917년 헌법 이래 세속 국가를 지향하고 있다. 그러나 로마 가톨릭의 영향으로 부활절과 성탄절 기간이 공휴일로 지정되어 있다.

## 미국인과의 차이점
멕시코인은 미국인과는 약간 비슷하지만, 원주민이나 혼혈인에서 차이점을 볼 수 있다.

## 같이 보기
- 과테말라인
- 벨리즈인
- 미국인
- 캐나다인
- 바하마인
- 멕시코의 민족(Ethnic groups of Mexico)